# Andrew (Iowa)
Andrew es una ciudad situada en el condado de Jackson, Estado de Iowa, Estados Unidos. Según el censo de 2000 tenía una población de 460 habitantes.

## Demografía
Según el censo de 2000, había 460 personas, 165 hogares y 120 familias residiendo en la localidad. La densidad de población era de 674,88 hab./km². Había 169 viviendas con una densidad media de 251,0 viviendas/km². El 99,13% de los habitantes eran blancos, 0,22% amerindios y el 0,65% pertenecía a dos o más razas. El 2,83% de la población eran hispanos o latinos de cualquier raza.
Según el censo, de los 165 hogares, en el 45,5% había menores de 18 años, el 53,9% pertenecía a parejas casadas, el 13,9% tenía a una mujer como cabeza de familia, y el 26,7% no eran familias. El 23,0% de los hogares estaba compuesto por un único individuo, y el 113,9% pertenecía a alguien mayor de 65 años viviendo solo. El tamaño promedio de los hogares era de 2,79 personas, y el de las familias de 3,20.
La población estaba distribuida en un 34,6% de habitantes menores de 18 años, un 6,3% entre 18 y 24 años, un 32,6% de 25 a 44, un 13,9% de 45 a 64, y un 12,6% de 65 años o mayores. La media de edad era 32 años. Por cada 100 mujeres había 110,0 hombres. Por cada 100 mujeres de 18 años o más, había 94,2 hombres.
Los ingresos medios por hogar en la localidad eran de 36,563 dólares ($), y los ingresos medios por familia eran 35.938 $. Los hombres tenían unos ingresos medios de 28.333 $ frente a los 22.222 $ para las mujeres. La renta per cápita para la ciudad era de 12.860 $. El 9,3% de la población y el 6,1% de las familias estaban por debajo del umbral de pobreza. El 8,1% de los menores de 18 años y el 7,3% de los habitantes de 65 años o más vivían por debajo del umbral de pobreza.

## Geografía
Según la Oficina del Censo de los Estados Unidos, la localidad tiene un área total de 0,68 km², la totalidad de los cuales corresponden a tierra firme.